# В лапах банди
«В лапах банди» (англ. In the Clutches of the Gang) — американська короткометражна кінокомедія Джорджа Ніколса 1914 року з Роско Арбаклом в головній ролі.

## У ролях
- Форд Стерлінг — Чіф Техізел
- Джордж Ніколс — детектив
- Вірджинія Кертлі — дівчина
- Роско «Товстун» Арбакл — поліцейський
- Джордж Джеске — поліцейський
- Едгар Кеннеді — поліцейський
- Генк Манн — поліцейський
- Руб Міллер — поліцейський
- Аль Ст. Джон — поліцейський